# Masato Harasaki
Masato Harasaki (原崎 政人, Harasaki Masato) est un footballeur japonais né le 13 août 1974 reconverti entraîneur.

## Parcours d'entraîneur
- nov. 2021-sep. 2022 :  Vegalta Sendai
- mai 2023-jan. 2024:  Omiya Ardija